# 31 î.Hr.

## Evenimente
- 2 septembrie: Bătălia de la Actium. Conflict între urmașii lui Iulius Caesar.

## Nașteri
- dată necunoscută: Aristobul al IV-lea  (d. 7 î.Hr.)